# Christian Graf von Walderdorff
Christian Graf von Walderdorff (* 1968) ist ein deutscher Koch.

## Werdegang
Der Sohn von Hugo Graf von Walderdorff begann erst ein Studium, aber ein Praktikum im belgischen Scholteshof bei Roger Souvereyn in Hasselt (zwei Michelinsterne) führte zur Korrektur. Nach der Ausbildung im Restaurant Zur Traube bei Dieter L. Kaufmann in Grevenbroich wechselte er 1995 zu den Schweizer Stuben in Wertheim bei Fritz Schilling. 1996 ging er zum Restaurant Marcobrunn bei Joachim Wissler in Erbach (Rheingau).
1998 eröffnete Graf von Walderdorff mit seiner Frau das Restaurant Rosenpalais in Regensburg, das von 2001 bis 2005 mit einem Michelinstern ausgezeichnet wurde.
Seit 2012 kocht er für sein Rosenpalais Catering.

## Auszeichnungen
2000: Ein Stern im Guide Michelin 2001